# موریس تورنو
موریس تورنو (فرانسوی: Maurice Tourneur‎؛ ‏ ۲ فوریهٔ ۱۸۷۶ – ۴ اوت ۱۹۶۱) کارگردان اهل فرانسه بود.

## فیلم‌شناسی
- مادر (۱۹۱۴)
- خانه عروسک (۱۹۱۸)
- زن (۱۹۱۸)
- پیروزی (۱۹۱۹)
- جزیره گنج (۱۹۲۰)
- آخرین موهیکان (۱۹۲۰)
- مسیحی (۱۹۲۳)
- جمع اضداد محال است (۱۹۲۵)
- سامسون (۱۹۳۶)
- ولپن (۱۹۴۱)